# Educação especial

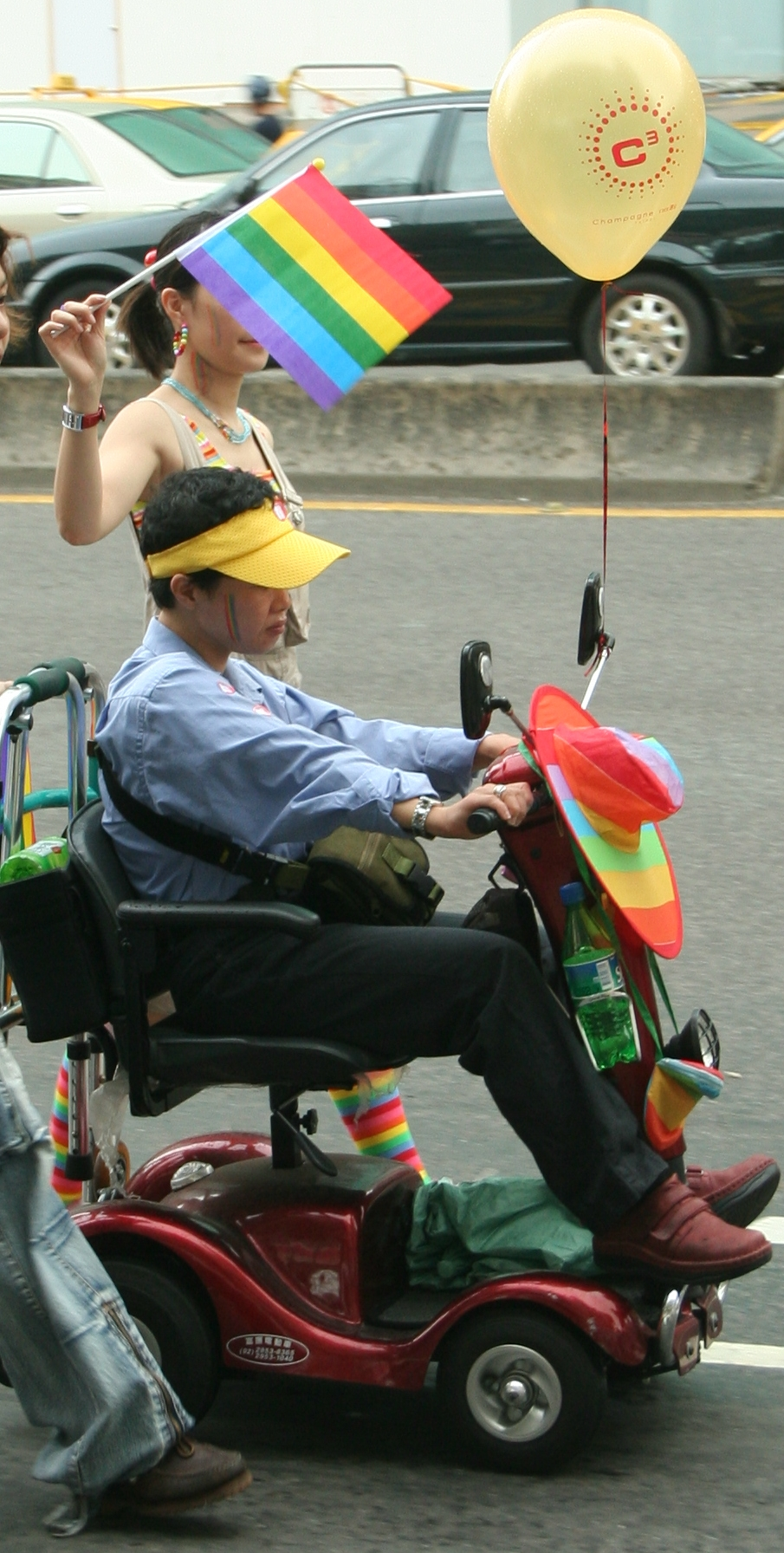
Jovem com deficiência física

A educação especial é ramo da educação dirigido a alunos com: transtornos gerais do desenvolvimento (TGD) / transtorno do espectro autista (TEA); uma ou mais deficiências (física, visual, auditiva, intelectual); altas habilidades ou superdotação. A educação especial pode ocorrer em instituições educacionais públicas ou privadas, sejam elas regulares ou especializadas; em salas regulares, especializadas ou de recursos multifuncionais (SRM); sob a condução de professores regentes (generalistas ou especialistas) ou de professores especializados em atendimento educacional especializado (AEE); contando com o apoio de especialistas de outras áreas ou não (fisioterapeutas, terapeutas ocupacionais, fonoaudiólogos, psicólogos, psicopedagogos, psiquiatras, neuropediatras, neurologistas etc.).
Entenda-se por instituições educacionais públicas as unidades escolares (escolas) sob gestão municipal, estadual ou federal de educação. Essas escolas podem ter, além de salas de aula regulares (salas de aula comuns, onde se juntam todos os alunos), também salas de recursos multifuncionais (destinadas aos alunos especiais e frequentemente chamadas de "salas de AEE") e, menos frequentes, as chamadas salas especializadas (destinadas exclusivamente a alunos especiais). Esses três tipos de sala de aula, em escolas públicas, se diferenciam pelas características de atendimento planejado para o aluno especial, tendo em vista seus objetivos expressos em lei. Na sala de aula regular, busca-se tanto o aprendizado do aluno especial quanto sua socialização. Na sala de recursos multifuncionais ("sala de AEE"), busca-se apoiar o aprendizado do aluno especial, estendendo o alcance de suas habilidades. E na sala especializada, busca-se atender ao aluno especial que não se beneficie da frequência à sala de aula regular.
São também considerados público-alvo dessas escolas crianças com transtornos globais de desenvolvimento ou com altas habilidades/superdotação de acordo com o art. 58 da Lei de diretrizes e bases da educação nacional, nº  9394 de 20 de dezembro de 1996, que diz:
“Entende-se por educação especial, para os efeitos desta Lei, a modalidade de educação escolar oferecida preferencialmente na rede regular de ensino, para educandos com deficiência, transtornos globais do desenvolvimento e altas habilidades ou superdotação.”
A educação especial é uma educação organizada para atender especifica e exclusivamente alunos com determinadas necessidades especiais. Algumas escolas dedicam-se apenas a um tipo de necessidade, enquanto outras se dedicam a vários. O ensino especial tem sido alvo de criticas por não promover o convívio entre as crianças especiais e as demais crianças. Por outro lado, a escola direcionada para a educação especial conta com materiais, equipamentos e professores especializados. O sistema regular de ensino precisa ser adaptado e pedagogicamente transformado para atender de forma inclusiva.
Assim, os objetivos da educação especial são os mesmos da educação em geral. O que difere, entretanto, é o atendimento, que passa a ser de acordo com as diferenças individuais do aluno.
Ela se desenvolve em torno da igualdade de oportunidades, atendendo às diferenças individuais de cada criança através de uma adaptação do sistema educativo. Dessa forma, todos os educandos podem ter acesso a uma educação capaz de responder às suas necessidades.
O Ensino Especial tem ganhado visibilidade nas últimas duas décadas devido ao movimento de educação inclusiva, mas tem sido também alvo de críticas por sua exclusividade e por não promover o convívio entre as crianças especiais e as demais crianças.
O termo "educação especial" denomina tanto uma área de conhecimento quanto um campo de atuação profissional. De um modo geral, a educação especial lida com aqueles fenômenos de ensino e aprendizagem que não têm sido ocupação do sistema de educação regular, porém têm entrado na pauta nas últimas duas décadas, devido ao movimento de educação inclusiva. Historicamente, a educação especial vem lidando com a educação e aperfeiçoamento de indivíduos que não se beneficiaram dos métodos e procedimentos usados pela educação regular. Dentro de tal conceituação, no Brasil, inclui-se em educação especial desde o ensino de pessoas com deficiências, transtornos globais do desenvolvimento e altas habilidades/superdotação, passando pelo ensino de jovens e adultos, alunos do campo, quilombolas e indígenas, até mesmo o ensino de competências profissionais.
Assim, os objetivos da educação especial são os mesmos da educação em geral. O que difere, entretanto, é o atendimento, que passa a ser de acordo com as diferenças individuais do aluno. Por outro lado, as escolas com educação especializada contam com materiais, tecnologia, equipamentos e professores especializados. enquanto o sistema regular de ensino ainda precisa ser adaptado e pedagogicamente transformado para atender de forma inclusiva. As instituições de ensino superior tornam-se espaços de suma importância para a inclusão social mediante o trabalho; por meio do acesso ao saber, promovem participações legitimadas por saberes e práticas que constituem identidades profissionais concordes com os valores e ideais em circulação (Severo et al., 2020).
Dentre os profissionais que trabalham ou atuam em educação especial, estão: educador especial, educador físico, pedagogo, psicólogo, fisioterapeuta, fonoaudiólogo, terapeuta ocupacional, psicopedagogo, neuropsicopedagogo, dentre outros. Sendo assim, é necessário antes de tudo, tornar reais os requisitos para que a escola seja verdadeiramente inclusiva, e não excludente.

## História
Para entender melhor sobre a educação especial no Brasil no s dias atuais, faz-se necessário uma abordagem sucinta sobre a sua historicidade. Devemos recordar que na antiguidade, os deficientes não eram vistos com bons olhos, é o que diz Aranha (1979), “a deficiência nessa época, inexistia enquanto problema, sendo que as crianças que apresentavam deficiências imediatamente detectáveis, a atitude adotada era a da ‘exposição’, ou seja, o abandono ao relento, até a morte”.
A idade média, é marcada pelo interesse da medicina, aos portadores de alguma deficiência, porém, os indivíduos ainda eram discriminados pela sociedade,o interesse maior era com relação aos indivíduos que por algum motivo , se tornaram deficientes físicos e passariam a ser sustentados pelo governo, a iniciativa da medicina era devolver a estes, uma maneira de voltar a trabalhar e prover o seu próprio sustento.
No Brasil, por volta do século XIX, as crianças com deficiências passaram a ser cuidadas por instituições religiosas, que passaram a crer que esses seres tinham alma e não mereciam o sacrifício de suas vidas. No início do século XX, houve o surgimento das escolas com atendimentos especiais, porém, uma educação a parte, esse alunado teria convívio apenas com outros portadores de necessidades especiais, eram instituições de natureza filantrópica como as APAES (Associação de Pais e Amigos dos Excepcionais). Por volta da década de 1950, a história da educação especial no Brasil, é marcada pela criação do Instituto Benjamin Constant (para pessoas cegas) e Instituto Nacional de Educação de Surdos /INES (para pessoas surdas), porém a oferta de atendimento era muito abaixo da demanda.
Um passo importante para a educação e special, foi a declaração de Salamanca, criado em 1.994 pelo governo Espanhol, se refere as necessidades educacionais especiais, nela, tratam-se os princípios, direitos, políticas e práticas na área das necessidades educativas especiais. A declaração de Salamanca, aborda o s direitos da inclusão no sistema de ensino regular; os direitos humanos; um sistema de educação para todos; apresenta proposta para uma nova visão educacional especial, com orientações e organizações que podem ser trabalhadas ao nível regional, nacional e internacional; apresenta um direcionamento a os educadores e as adequações necessárias nas escolas para o recebimento dos alunos com alguma deficiência. A declaração de Salamanca, abriu caminhos para uma educação inclusiva mais justa, pois,
"[...] O princípio fundamental desta linha de Ação é de que as escolas devem acolher todas as crianças independentemente de suas condições físicas, intelectuais, sociais, emocionais, linguísticas ou outras. Deve acolher crianças com deficiência e crianças bem-dotadas, crianças que vivem nas ruas e que trabalham, crianças de minorias linguísticas, étnicas ou culturais e crianças de outros grupos, ou zonas desfavoráveis ou marginalizadas" (1994, p. 17-18)
No Brasil, o Decreto nº 6.949, de 25 de agosto de 2009, promulga a Convenção Internacional sobre os Direitos das Pessoas com Deficiência e seu Protocolo Facultativo, assinados em Nova York, e m 30 de março de 2007 , rege os direitos da pessoa com deficiência, onde esses, teriam o direito a educação inclusiva, pois os atendimentos em salas especiais o tornaram excluídos da sociedade. Conforme parágrafo 2 artigo 24 que se refere a convenção, não pode haver exclusão do sistema de ensino regular, pelo fato de ser portadores de deficiências, devem ter acesso à educação inclusiva, acomodação, suporte e apoio individual caso seja necessitado.
Conforme descrito na convenção de Nova Iorque, em seu artigo 1, pessoas com deficiência, “são aquelas que têm impedimentos de longo prazo de natureza física, mental, intelectual ou sensorial, os quais, em interação com diversas barreiras, podem obstruir sua participação plena e efetiva na sociedade em igualdades de condições com as demais pessoas.”

## Crianças com necessidades especiais
Crianças com necessidades especiais são aquelas que, por alguma diferença no seu desenvolvimento, requerem certas modificações ou adaptações complementares ou suplementares no programa educacional,visando torná-las autônomas e capazes de serem mais independentes possíveis para que possam atingir todo seu potencial. As diferenças podem advir de condições visuais, auditivas, mentais, intelectuais ou motores singulares, de condições ambientais desfavoráveis, de condições de desenvolvimento neurológico, psicológico ou psiquiátrico específicos.
Reuven Feuerstein afirma que a inteligência pode ser "ensinada". A Teoria da modificabilidade cognitiva estrutural, elaborada por ele, afirma que a inteligência pode ser estimulada em qualquer fase da vida, concedendo ao indivíduo (mesmo considerado inapto) a capacidade de aprender. Seu próprio neto (portador de síndrome de Down) foi auxiliado por seus métodos.
No Brasil, muitas são as dificuldades enfrentadas pelas pessoas com necessidades especiais, dificuldades de acessibilidade e falta de tecnologias assistivas, principalmente nas escolas que estão realizando a inclusão de alunos com deficiências no ensino regular.
Ser uma criança especial é ser uma criança diferente, e essa diferença  esta também no professor atuante na área ou seja fazer e ser  diferente.

## Atendimento educacional especializado
O atendimento educacional especializado (AEE) é uma modalidade de ensino amparada juridicamente por um conjunto de legislações no Brasil que asseguram a inclusão de alunos com deficiência, transtorno global do desenvolvimento e altas habilidades/superdotação, oferecendo recursos pedagógicos e de acessibilidade que atendam às demandas de suas necessidades específicas. O atendimento às necessidades educacionais especiais, além de exigir uma sólida formação inicial e contínua de professores e profissionais, também requer que o professor do AEE busque articulação com as demais áreas de políticas setoriais para fortalecer uma rede intersetorial de apoio ao desenvolvimento integral do aluno.
Organização do atendimento educacional especializado (AEE)
“O atendimento educacional especializado é uma forma de garantir que sejam reconhecidas e atendidas as particularidades de cada aluno em situação de  deficiência. (...)enriquecimento e aprofundamento do repertório de conhecimentos; atividades da vida autônoma e social, entre outras.” (FÁVERO, Eugênia Augusta Gonzaga; PANTOJA, Luísa de Marillac P.; MANTOAN Maria Teresa Eglér.Atendimento educacional especializado: aspectos legais e orientações pedagógicas.SEESP/SEED/MEC.Brasília/DF,2007).
O atendimento educacional especializado está previsto pela constituição federal LDB nº 9.394 de 20 de 1996, conforme citado acima, está previsto o que é, como funciona e a regulamentação do profissional da área. O profissional de AEE, deve fazer o estudo de cada caso, focando em entender as barreiras (físicas, atitudinais, arquitetônicas, legais, estruturais…) e fazer um planejamento de intervenção para que o ambiente escolar seja mais inclusivo e não apenas o estudante se adaptar ao ambiente, o que seria integração e não inclusão. Logo ele não deve trabalhar com metodologias prontas que foquem apenas em diagnósticos e laudos, no que seria uma perspectiva biologista. Mas sim trabalhar com uma abordagem humanizada que foque na pessoa atendida, tendo em vista que existem diferentes sujeitos e portanto diferentes demandas e abordagens, visando o objetivo educacional.  O ambiente escolar deve se implicar, para que isto ocorra de fato.
Pois, há  atendimento educacional especializado com o aluno, feito diretamente com o trabalho pedagógico com a criança. E há o atendimento educacional especializado para o aluno, que envolve conversa com o  núcleo familiar que cuida da criança, com os professores para orientá-los como proceder ou no caso de equipamentos ou orientações específicas.
Segundo as diretrizes operacionais da educação especial na educação básica regulamentado pelo do Decreto nº 6.571, de 18 de setembro de 2008, o PÚBLICO ALVO para o atendimento educacional especializado: alunos com altas habilidades ou superdotação, com deficiência a longo prazo e/ou transtornos globais.
Podemos citar processos possíveis do AEE:
- Abordar e conhecer o indivíduo;
- Mapear as estratégias e materiais necessários para fazer a intervenção;
- Fazer o planejamento educacional;
- dialogar com o núcleo familiar da criança e esclarecer os objetivos e estratégias bem como as necessidades da criança e possíveis orientações que beneficiem o andamento da proposta educacional;
- abordar os funcionários da escola, professores e outros funcionários que tenham contato com a criança a fim de orientá-los sobre como proceder. Possíveis dúvidas com os materiais e também manter abertura para dialogar com o professor para dialogar e observar os impactos do processo pedagógico na criança. Pois a escola deve ser inclusiva, não adianta apenas o AEE, sem o engajamento do ambiente escolar como um todo em ser inclusivo;
- aplicação do plano educacional com a criança.

Alguns recursos possíveis:
- Libras;
- Tadoma linguagem para surdocegos;
- O CSA, sistema de comunicação suplementar que combina códigos visuais específicos para aquela criança e a comunidade que o  cerca;
- O AASI aparelho de FM que pode colocar um microfone no educador e um rádio FM com fones para o estudante com perda auditiva;
- A escrita em braille;
- Aplicativos de leitura e audiodescrição;
- Rampas e pisos táteis;
- Outras estratégias, tecnologias e recursos de acessibilidade diversos;

Catálogo do MEC com diversas publicações sobre educação inclusiva e educação especial e especificidades do atendimento AEE: http://portal.mec.gov.br/index.phpItemid=860&id=12625&option=com_content&view=article
É necessário objetivos claros e estratégias concretas para alcançar estes objetivos. O atendimento deve ser feito no contraturno, a fim de não impactar na vivência escolar do atendido pelo AEE e de sua turma, pois o interessante é que ele vivencie a experiência escolar com sua turma em tempo integral. Por isso a necessidade de se ter parcerias com outros setores do poder público como: CRAS, CREAS, SUS, a defensoria pública ou a rede de apoio que a família já tenha contato, que podem incluir serviços privados ou filantrópicos como ONGS. Deve haver intersetorialidade na garantia de direitos previstos pela lei.
Segundo a Lei de Diretrizes e Bases da Educação Nacional LDBEN (art. 58 e seguintes), o atendimento educacional especializado será feito em classes, escolas ou serviços especializados, sempre que houver necessidade e não precisa de laudo para acontecer. 
Podemos relacionar alguns  tópicos para que esse plano seja efetuado, como  quais serão os objetivos que aquele atendimento quer alcançar com determinada criança, a comunicação, socialização, frequência, adaptação ou até a relação familiar. Muitas famílias têm dificuldades de lidar, a própria falta de informação sobre o assunto também contribui. É necessário não culpabilizar a família, pois isto é sintoma de uma sociedade excludente  e capacitista, mas lembrá-los de suas responsabilidades legais e auxiliá-los com informação, garantia de serviços e desenvolvimento adequado.
“O modelo social nos convoca a trabalhar para remoção ou superação das barreiras que estejam impedindo ou dificultando a plena participação do sujeito em qualquer contexto e ou garantia dos seus direitos. Para isso, os apoios podem ser necessários, (...)
Concordamos que as habilidades dos sujeitos devem sempre ser avaliadas em função dos apoios que podem vir a precisar e não daquilo que conseguem fazer ou não. (...)
Buscamos desenvolver uma proposta que possa contemplar qualquer sujeito, independente do nível de apoio que essa pessoa possa demandar das nossas”. (Resumo das palestras do 5º fórum internacional da síndrome de Down. A condição adulta da pessoa com deficiência intelectual, pg 55. Realizado nos dias 17 e 18 de novembro de 2022. E-BOOK).
Para alunos com deficiência intelectual
A história nos apresenta muitos estudiosos preocupados com a compreensão do funcionamento da inteligência, tanto em seus aspectos de normalidade e potencialidades como em suas fraquezas, dificuldades e alterações. Dos estudos surgiram teorias utilizadas para explicar o funcionamento humano e a capacidade de aprendizagem dos indivíduos nas diferentes fases de crescimento e desenvolvimento. Entre esses estudos encontramos a teoria psicogenética de Piaget(1896–1980),segundo a qual a inteligência se constrói pela ação do homem sobre o objeto do conhecimento. Para Vygotsky (1896–1934) e seus colaboradores (Leontiev e Luria), expoentes da teoria histórico-cultural, é decisiva a influência positiva dos fatores sociais e culturais no desenvolvimento da inteligência. Ou seja, o desenvolvimento mental do indivíduo é reflexo de seu desenvolvimento cultural.
Para o psicólogo israelense Reuven Feuerstein (1921–2014), criador da teoria da modificabilidade cognitiva estrutural (MCE), todas as pessoas, independentemente de sua idade ou origem étnica ou cultural, nascem com um potencial de aprendizagem a ser desenvolvido. Entretanto, a maioria apresenta falhas no funcionamento cognitivo em decorrência da falta de estímulos adequados. Por meio de apoio psicopedagógico sistemático, de recursos e instrumentos concretos, o indivíduo é capaz de modificabilidade e ganhos em seu potencial cognitivo.

### Para alunos com deficiência auditiva

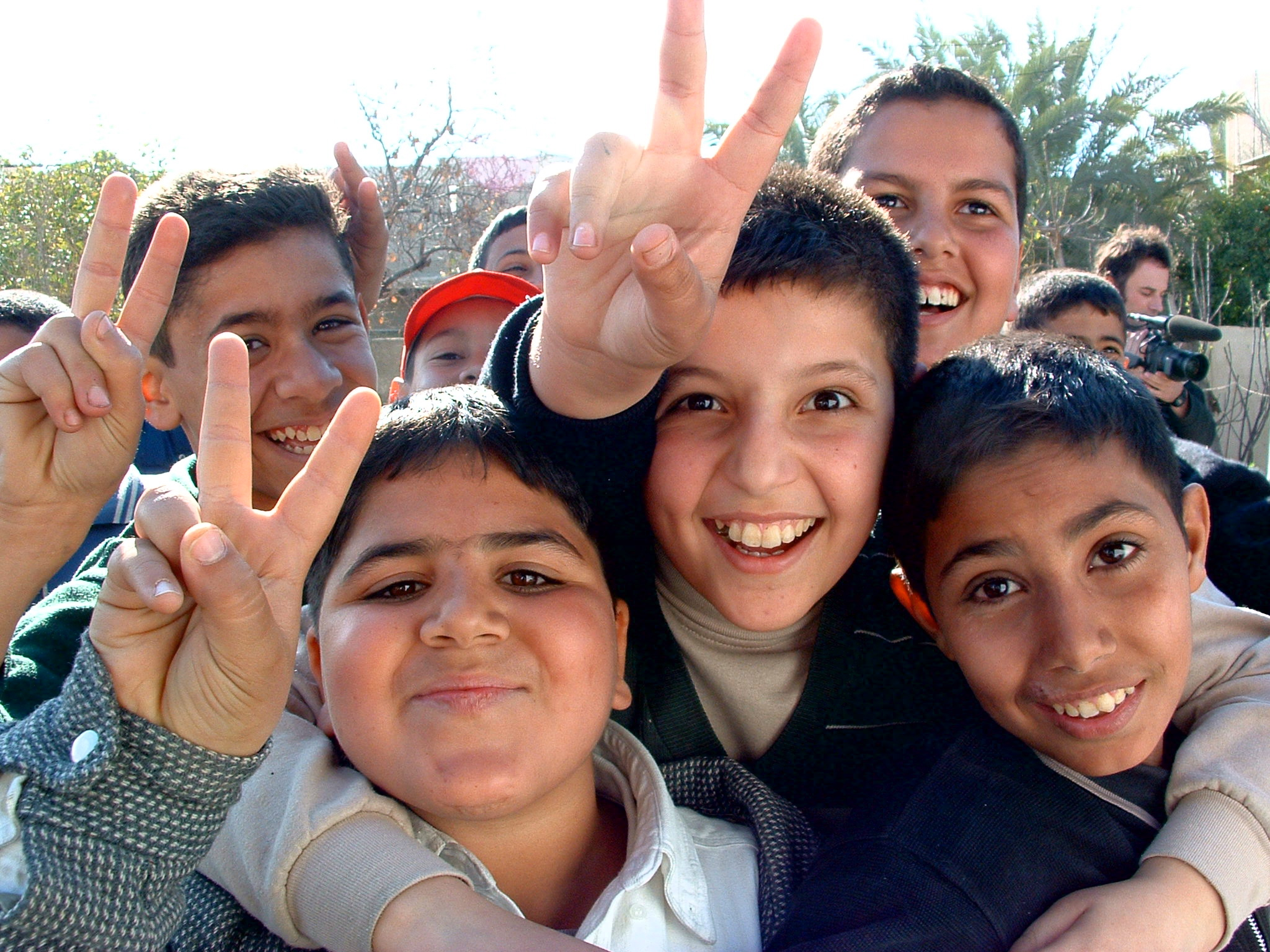
Crianças fazendo sinal V

A educação é crucial no crescimento da pessoa. A educação da criança surda é um direito, faz parte da sua condição como ser humano, e o dever de educar é uma exigência da pessoa adulta, dos pais e dos educadores. Para a criança surda, tal como para a criança ouvinte, o pleno desenvolvimento das suas capacidades linguísticas, cognitivas, emocionais e sociais é uma condição imprescindível para o seu desenvolvimento.
É por meio dos relacionamentos sociais que descobrimos o que é necessário para viver na sociedade. O primeiro contato social da criança é no meio familiar. Segundo Santana e Bergamo (2005),os surdos foram durante muito tempo condenados por sua condição, considerados doentes, pela falta da comunicação oral e escondidos da sociedade pela sua família. A língua de sinais era proibida. Recentemente, a Língua Brasileira de Sinais (Libras) foi reconhecida como língua materna dos surdos, através da Lei Nº 10.436, de 24 de abril de 2002, o que proporcionou aos mesmos um reconhecimento perante a sociedade.O Decreto Federal n° 5.626, de 22 de dezembro de 2005, estabelece que os alunos surdos tenham direito a educação da Língua Brasileira de Sinais (Libras) e a língua portuguesa como sua segunda língua; logo as crianças devem ter acesso a língua especial o mais cedo possível, o que em geral acontece nas escolas.
No ano de 2006 e 2009, o ministério da educação (MEC) certificou mais de 5.000 interpretes da língua de sinais. Mais de 7,6 mil cursos superiores como pedagogia, fonoaudiologia e letras oferecem a disciplina, porém o número para atender a demanda das escolas é muito pequeno. São Paulo contém apenas 19 interpretes para atender mais de 200 alunos; Estimasse que no Brasil exista 230 interpretes capacitados em sala de aula. A inclusão da Libras no cotidiano da sociedade, principalmente nas escolas, seria indispensável para o desenvolvimento social do surdo. É importante para os surdos que as pessoas consigam comunicar-se com eles através da Libras.Serviços básicos como saúde, educação e comércio em geral muitas vezes não possuem pessoas qualificadas para o atendimento ao surdo, fazendo com que ele se sinta ainda mais excluído.
Nas escolas é fundamental os recursos visuais para ajudar o desenvolvimento dos surdos, sempre com materiais pedagógicos ilustrados e com maior quantidade possível de referências que possam ajudar como: caderno de vocabulário, dicionário, manuais em libras, etc, devem também oferecer apoio no contra turno. E ainda há de se levar em conta o que diz respeito a matemática e outras disciplinas que requerem o repertório visual, deste modo "[...] o fato de o intérprete de língua gestual dar a possibilidade, ao aluno com deficiência auditiva, de ter acesso à informação através da sua língua natural já é muito bom, mas não é o suficiente para garantir a aprendizagem."
A utilização de Libras nas escolas deve ser obrigada, as crianças com deficiência têm a necessidade de aprender o quanto antes, o aprendizado da língua deve ser incentivado tornando a educação dos surdos facilitada e incluída na educação brasileira. A aprendizagem social ou educacional precisa de contribuições desde o nascimento da criança, sendo compreendida pelas suas características. O relacionamento interpessoal familiar, faz diferença no modo como essa criança irá se identificar enquanto parte das relações sociais. 

## Sala de recursos
Sala de Recursos são espaços (salas) destinados ao atendimento aos alunos com necessidades educacionais especiais que estão inseridos na educação regular por meio da política de Educação Inclusiva. Trata-se de salas com materiais diferenciados, além de contar com profissionais preparados especificamente para o atendimento às diversas necessidades educativas especiais dos educandos.

### Tecnologias para crianças com necessidades especiais
A Educação Especial desenvolve-se em torno da igualdade de oportunidades, em que todos os indivíduos, independentemente das suas diferenças, deverão ter acesso a uma educação com qualidade, capaz de responder a todas as suas necessidades. Desta forma, a educação deve-se desenvolver de forma especial, numa tentativa de atender às diferenças individuais de cada criança, através de uma adaptação do sistema educativo.
A evolução das tecnologias permite cada vez mais a integração de crianças com necessidades especiais nas nossas escolas, facilitando todo o seu processo educacional e visando a sua formação integral. No fundo, surge como uma resposta fundamental à inclusão de crianças com necessidades educativas especiais num ambiente educativo.
Como uma das respostas a estas necessidades surge a utilização da tecnologia, com o desenvolvimento da Informática veio a se abrir um novo mundo recheado de possibilidades comunicativas e de acesso à informação, manifestando-se como um auxílio a pessoas com necessidades educativas especiais.
Partindo do pressuposto que aprender é fazer, a tecnologia deve ser encarada como um elemento cognitivo capaz de facilitar a estruturação de um trabalho viabilizando a descoberta, garantindo condições propícias para a construção do conhecimento. Na verdade são inúmeras as vantagens que advêm do uso das tecnologias no campo do ensino – aprendizagem no que diz respeito a crianças especiais.
Assim, o uso da tecnologia pode despertar em crianças especiais um interesse e a motivação pela descoberta do conhecimento tendo em base as necessidades e interesses das crianças. A deficiência deve ser encarada não como uma impossibilidade, mas como uma força, onde o uso das tecnologias desempenha um papel significativo.
O uso das tecnologias no campo do ensino-aprendizagem traz inúmeras vantagens no que respeita às crianças com necessidades especiais, permitindo:
- Alargar horizontes levando o mundo para dentro da sala de aula;
- Aprender fazendo;
- Melhorar capacidades intelectuais, tais como a criatividade e a eficácia;
- Permitir que um professor ensine simultaneamente em mais de um local;
- Permitir vários ritmos de aprendizagem numa mesma turma;
- Motivar o aluno a aprender continuamente, pois utiliza um meio com que ele se identifica;
- Proporcionar ao aluno os conhecimentos tecnológicos necessários para ocupar o seu lugar no mundo do trabalho;
- Aliviar a carga administrativa do professor, deixando mais tempo livre para dedicar ao ensino e à ajuda a nível individual;
- Estabelecer a ponte entre a comunidade e a sala de aula.

## Adaptação do sistema educativo
A adaptação do sistema educativo a crianças com necessidades especiais deve procurar:
- Incentivar e promover a aplicação das tecnologias da informação e comunicação ao sistema de ensino. Promover a utilização de computadores pelas crianças e jovens com necessidades especiais integrados no ensino regular, criar áreas curriculares específicas para crianças e jovens de fraca incidência e aplicar o tele-ensino dirigido a crianças e jovens impossibilitados de frequentar o ensino regular.
- Adaptar o ensino das novas tecnologias às crianças com necessidades especiais, preparando as escolas com os equipamentos necessários e promovendo a adaptação dos programas escolares às novas funcionalidades disponibilizadas por estes equipamentos.
- Promover a criação de um programa de formação sobre a utilização das tecnologias da informação no apoio às crianças com necessidades especiais, destinados a médicos, terapeutas, professores, auxiliares e outros agentes envolvidos na adequação da tecnologia às necessidades das crianças.

### Integração ou inclusão
A integração escolar, cuja metáfora é o sistema de cascata, é uma forma condicional de inserção em que vai depender do aluno, ou seja, do nível de sua capacidade de adaptação às opções do sistema escolar, a sua integração, seja em uma sala regular, uma classe especial, ou mesmo em instituições especializadas. Trata-se de uma alternativa em que tudo se mantém, nada se questiona do esquema em vigor.
Já a inclusão institui a inserção de uma forma mais radical, completa e sistemática, uma vez que o objetivo é incluir um aluno ou grupo de alunos que não foram anteriormente excluídos. A meta da inclusão é, desde o início não deixar ninguém fora do sistema escolar, que terá de se adaptar às particularidades de todos os alunos para concretizar a sua metáfora — o caleidoscópio.(MONTOAN,2012)

## Política Nacional de Educação Especial na Perspectiva da Educação Inclusiva
A Política Nacional de Educação Especial na Perspectiva da Educação Inclusiva tem como objetivo assegurar a inclusão escolar de alunos com deficiência, transtornos globais do desenvolvimento e altas habilidades/superdotação, orientando os sistemas de ensino para garantir: acesso ao ensino regular, com participação, aprendizagem e continuidade nos níveis mais elevados do ensino; transversalidade da modalidade de educação especial desde a educação infantil até a educação superior; oferta do atendimento educacional especializado; formação de professores para o atendimento educacional especializado e demais profissionais da educação para a inclusão; participação da família e da comunidade; acessibilidade arquitetônica, nos transportes, nos mobiliários, nas comunicações e informação; e articulação intersetorial na implementação das políticas públicas.

### Diretrizes
A educação especial é uma modalidade de ensino que perpassa todos os níveis, etapas e modalidades, realiza o atendimento educacional especializado, disponibiliza os serviços e recursos próprios desse atendimento e orienta os alunos e seus professores quanto a sua utilização nas turmas comuns do ensino regular. O atendimento educacional especializado identifica, elabora e organiza recursos pedagógicos e de acessibilidade que eliminem as barreiras para a plena participação dos alunos, considerando as suas necessidades específicas. As atividades desenvolvidas no atendimento educacional especializado diferenciam-se daquelas realizadas na sala de aula comum, não sendo substitutivas à escolarização. Esse atendimento complementa e/ou suplementa a formação dos alunos com vistas à autonomia e independência na escola e fora dela.
O atendimento educacional especializado disponibiliza programas de enriquecimento curricular, o ensino de linguagens e códigos específicos de comunicação e sinalização, ajudas técnicas e tecnologia assistiva, dentre outros. Ao longo de todo processo de escolarização, esse atendimento deve estar articulado com a proposta pedagógica do ensino comum. A inclusão escolar tem início na educação infantil, onde se desenvolvem as bases necessárias para a construção do conhecimento e seu desenvolvimento global. Nessa etapa, o lúdico, o acesso às formas diferenciadas de comunicação, a riqueza de estímulos nos aspectos físicos, emocionais, cognitivos, psicomotores e sociais e a convivência com as diferenças favorecem as relações interpessoais, o respeito e a valorização da criança.
Do nascimento aos três anos, o atendimento educacional especializado se expressa por meio de serviços de intervenção precoce que objetivam otimizar o processo de desenvolvimento e aprendizagem em interface com os serviços de saúde e assistência social. Em todas as etapas e modalidades da educação básica, o atendimento educacional especializado é organizado para apoiar o desenvolvimento dos alunos, constituindo oferta obrigatória dos sistemas de ensino e deve ser realizado no turno inverso ao da classe comum, na própria escola ou centro especializado que realize esse serviço educacional.
Desse modo, na modalidade de educação de jovens e adultos e educação profissional, as ações da educação especial possibilitam a ampliação de oportunidades de escolarização, formação para a inserção no mundo do trabalho e efetiva participação social. 17 A interface da educação especial na educação indígena, do campo e quilombola deve assegurar que os recursos, serviços e atendimento educacional especializado estejam presentes nos projetos pedagógicos construídos com base nas diferenças socioculturais desses grupos. Na educação superior, a transversalidade da educação especial se efetiva por meio de ações que promovam o acesso, a permanência e a participação dos alunos. Estas ações envolvem o planejamento e a organização de recursos e serviços para a promoção da acessibilidade arquitetônica, nas comunicações, nos sistemas de informação, nos materiais didáticos e pedagógicos, que devem ser disponibilizados nos processos seletivos e no desenvolvimento de todas as atividades que envolvem o ensino, a pesquisa e a extensão.
Para a inclusão dos alunos surdos, nas escolas comuns, a educação bilíngue - Língua Portuguesa/LIBRAS, desenvolve o ensino escolar na Língua Portuguesa e na língua de sinais, o ensino da Língua Portuguesa como segunda língua na modalidade escrita para alunos surdos, os serviços de tradutor/intérprete de Libras e Língua Portuguesa e o ensino da Libras para os demais alunos da escola. O atendimento educacional especializado é ofertado, tanto na modalidade oral e escrita, quanto na língua de sinais. Devido à diferença lingüística, na medida do possível, o aluno surdo deve estar com outros pares surdos em turmas comuns na escola regular. O atendimento educacional especializado é realizado mediante a atuação de profissionais com conhecimentos específicos no ensino da Língua Brasileira de Sinais, da Língua Portuguesa na modalidade escrita como segunda língua, do sistema Braille, do soroban, da orientação e mobilidade, das atividades de vida autônoma, da comunicação alternativa, do desenvolvimento dos processos mentais superiores, dos programas de enriquecimento curricular, da adequação e produção de materiais didáticos e pedagógicos, da utilização de recursos ópticos e não ópticos, da tecnologia assistiva e outros.
Cabe aos sistemas de ensino, ao organizar a educação especial na perspectiva da educação inclusiva, disponibilizar as funções de instrutor, tradutor/intérprete de Libras e guia intérprete, bem como de monitor ou cuidador aos alunos com necessidade de apoio nas atividades de higiene, alimentação, locomoção, entre outras que exijam auxílio constante no cotidiano escolar. Para atuar na educação especial, o professor deve ter como base da sua formação, inicial e continuada, conhecimentos gerais para o exercício da docência e conhecimentos específicos da área. Essa formação possibilita a sua atuação no atendimento educacional especializado e deve aprofundar o caráter interativo e interdisciplinar da atuação nas salas 18 comuns do ensino regular, nas salas de recursos, nos centros de atendimento educacional especializado, nos núcleos de acessibilidade das instituições de educação superior, nas classes hospitalares e nos ambientes domiciliares, para a oferta dos serviços e recursos de educação especial. Esta formação deve contemplar conhecimentos de gestão de sistema educacional inclusivo, tendo em vista o desenvolvimento de projetos em parceria com outras áreas, visando à acessibilidade arquitetônica, os atendimentos de saúde, a promoção de ações de assistência social, trabalho e justiça.

## Formação de professores na Educação Especial
Para atuar na educação especial, o professor deve ter formação em pedagogia com habilitação em educação especial e/ou cursos de especialização no campo, além de uma formação continuada. 
“Essa formação possibilita a sua atuação no atendimento educacional especializado, aprofunda o caráter interativo e interdisciplinar da atuação nas salas comuns do ensino regular, nas salas de recursos, nos centros de atendimento educacional especializado, nos núcleos de acessibilidade das instituições de educação superior, nas classes hospitalares e nos ambientes domiciliares, para a oferta dos serviços e recursos de educação especial.” (Diretrizes da Política Nacional de Educação Especial na Perspectiva da Educação Inclusiva, 2007)